# Belmont-sur-Buttant
Belmont-sur-Buttant är en kommun i departementet Vosges i regionen Grand Est (tidigare regionen Lorraine) i nordöstra Frankrike. Kommunen ligger i kantonen Brouvelieures som tillhör arrondissementet Saint-Dié-des-Vosges. År 2022 hade Belmont-sur-Buttant 297 invånare.

## Befolkningsutveckling
Antalet invånare i kommunen Belmont-sur-Buttant
| Referens: INSEE |